# Brayan Beckeles
Brayan Antonio Beckeles (* 28. November 1985 in La Ceiba) ist ein honduranischer Fußballspieler. Er spielt auf der Position des Rechtsverteidigers.

## Werdegang
Beckeles begann seine Karriere in der Jugend beim CD Vida, wo er seit 2006 auch für die erste Mannschaft in der ersten honduranischen Liga eingesetzt wurde. 2011 wechselte Beckeles nach 94 Einsätzen für CD Vida zum Ligakonkurrenten CD Olimpia.
2010 wurde Brayan Beckeles erstmals für die honduranische Nationalmannschaft nominiert. Er gab sein Debüt am 7. September 2010 im Freundschaftsspiel gegen Kanada (2:1) und erzielte am 29. Januar 2013 im Halbfinale des Central American Cup 2013 gegen Belize sein erstes Tor zum 1:0-Endstand.
Am 8. Mai 2014 wurde er vom Trainer Luis Fernando Suárez in den Kader der Auswahl für die Weltmeisterschaft 2014 berufen.